# Tachimetro

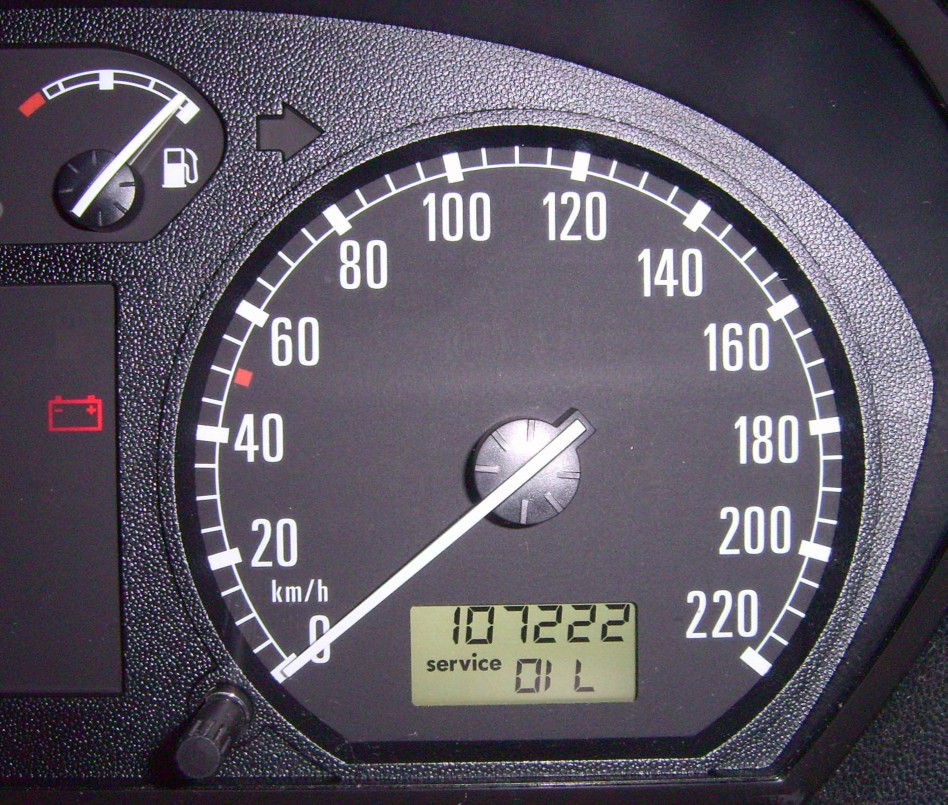
Tachimetro d'autovettura in km/h

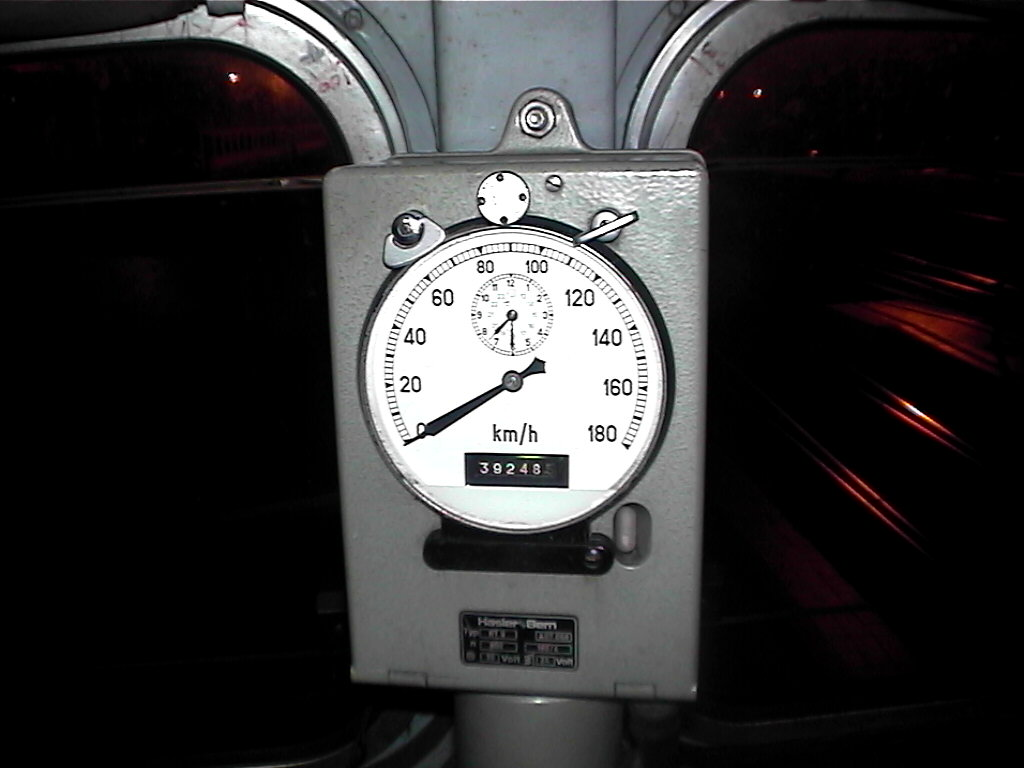
Tachigrafo locomotiva E.656 delle FS

Il tachimetro (dal greco antico: ταχύς?, tachýs, "veloce" e μέτρον, mètron, “misura”) è lo strumento di misura della velocità istantanea di un mezzo di trasporto, generalmente terrestre (per mezzi aerei o navali si ricorre ad altri nomi).

## Storia
Fu inventato e brevettato nel 1888 dal croato Josip Belušić, che inizialmente lo chiamò "velocimeter".
Questo dispositivo è ormai universalmente installato su qualsiasi veicolo a motore, ma ha incominciato a essere disponibile come opzionale nel 1900 e come equipaggiamento standard dal 1910 in poi.
I tachimetri per i veicoli specifici hanno nomi diversificati e utilizzano diversi modi di rilevamento della velocità, ad esempio: per una barca si usa il tubo di Pitot; per un aereo si impiega un indicatore di airspeed (che sostanzialmente rileva il dato da un tubo di Pitot oppure da sensori con funzionamento analogo).

## Normativa e speculazione
Il tachimetro è obbligatorio per i mezzi la cui velocità di progetto superi i 25 km/h. In Italia dopo il 1993, per legge sui veicoli a motore deve indicare sempre una velocità leggermente maggiore di quella reale e molti hanno sfruttato la cosa, producendo tachimetri non regolari nella segnalazione della velocità (con un errore di segnalazione non progressivo), per non dover studiare una scala adatta e specifica (i vecchi tachimetri avevano una scala non progressiva, in modo da correggere gli errori di segnalazione).
Tale strumento può essere analogico o digitale, definendo così il tipo d'interfaccia usato per comunicare la velocità al guidatore, l'indicazione può essere sia in km/h sia in mph, generalmente in base a dove il veicolo viene venduto e/o alla nazionalità del costruttore, anche se adesso vengono prodotti tachimetri universali, cioè con tutte e due le scale di misurazione nel caso questo sia analogico; invece con il tachimetro digitale si seleziona il tipo di scala.
L'obbligo del tachimetro avvenne in modo dilazionato nel tempo, con obblighi differenti a seconda delle diverse categorie. In Europa gli ultimi veicoli stradali ad adoperare obbligatoriamente il tachimetro furono i mezzi a 2 e 3 ruote il 1º luglio 2001, mentre per i ciclomotori il 1º gennaio 2002.

### Gli accordi internazionali
In molti paesi la legislazione del tachimetro è disciplinato dalla UNECE (Nazioni Unite, Commissione Economica per l'Europa), e in particolare dal regolamento 39 che copre gli aspetti di omologazione del veicolo che si riferiscono al tachimetro. Lo scopo principale dei regolamenti UNECE è di facilitare il commercio di veicoli a motore concordando standard uniformi di omologazione invece di avere, a seconda dei paesi in cui il veicolo deve essere commercializzato, differenti standard relativi ai processi di approvazione e omologazione.
Nell'Unione europea i singoli stati membri dovranno emanare norme simili a quelle dell'UE; tali norme, pertanto, saranno simili a quelle del regolamento UNECE nello specificare che:
- La velocità indicata non deve mai essere inferiore alla velocità effettiva , vale a dire che non deve essere possibile inavvertitamente superare la velocità massima a causa di un'errata indicazione del tachimetro.
- La velocità indicata non deve essere superiore al 110% della velocità effettiva (cioè Velocità indicata < Velocità effettiva + 10% Velocità effettiva), più una velocità di 4 km/h; per esempio, se la velocità effettiva è 80 km/h, la velocità indicata non deve superare i 92 km/h (88 km/h corrispondenti al 110% della velocità effettiva più la velocità di 4 km/h che si deve aggiungere di base).

Le norme specificano, oltre i limiti di precisione, anche i metodi da seguire per valutare tale precisione durante il processo di approvazione. Ad esempio, il test per la misura della precisione di un tachimetro deve essere effettuato a tre diverse velocità (generalmente 40, 80 e 120 km/h) e a una particolare temperatura. Ci sono lievi differenze tra le varie norme, per esempio sulla minima precisione delle apparecchiature di misurazione della velocità del veicolo.
Il regolamento UNECE rilascia i requisiti per i veicoli di massa prodotti seguendo l'omologazione, dove il limite massimo d'errore sulla velocità indicata è innalzato al 110% (10% in più) più 6 km/h per le automobili, autobus, camion e veicoli simili, mentre è del 110% (10% in più) più 8 km/h per mezzi a due o tre ruote, che hanno una velocità massima superiore a 50 km/h (o di una cilindrata superiore a 50 cm³, se alimentata da un motore termico).
Nell'Unione europea la direttiva 2000/7/CE, che si riferisce ai mezzi a due e tre ruote, ha dei limiti molto simili.

## Errori di misurazione
Gli errori di misurazione possono essere di vario tipo:
- Scala, la scala utilizzata ha una graduazione non corretta
- Approssimazione, errore dato dalla segnalazione approssimata dello strumento.
- Errore fisso, si ha sempre un errore costante, quindi a una velocità di 30 km/h si ha un errore di 5 km/h, così come a 110 km/h si ha sempre un errore di 5 km/h.
- Effetto di parallasse.

## Tipologie

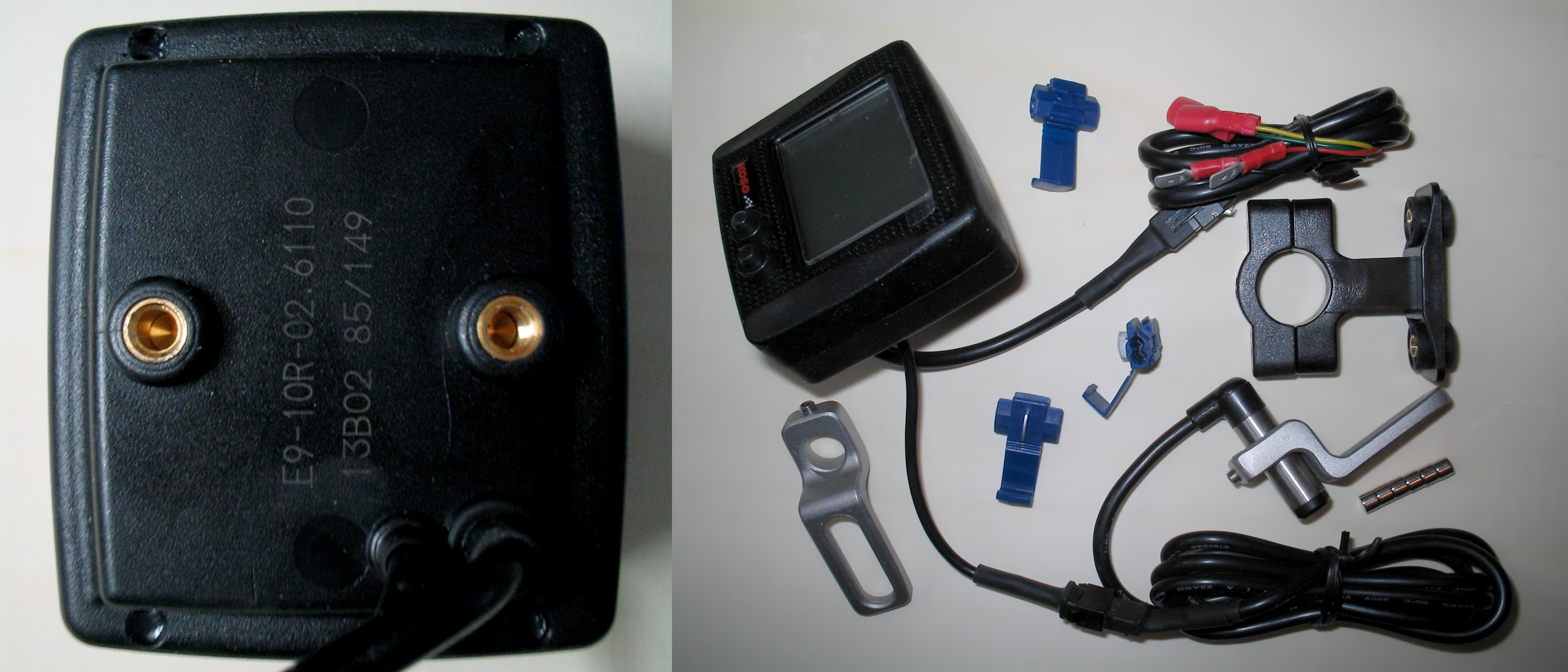
Tachimetro omologato, del tipo elettronico, con rilevamento magnetico della velocità a livello della ruota

I tachimetri non sono tutti uguali, infatti ne esistono vari tipi:

### Tecnologia di misurazione
Il tipo di meccanismo che viene sfruttato per il rilevamento della velocità del mezzo può essere:
- meccanico (tramite cavo e rinvio)
- magnetico (tramite sensore ABS)
- digitale (tramite una stima della ECU)

### Visualizzazione
Il tipo di visualizzazione è determinato dalle caratteristiche d'interfaccia dello strumento e che non è forzatamente legata al tipo di rilevamento dello strumento:
- meccanico (tramite lancetta)
- digitali (tramite display)

### Punti di rilevamento
Il punto da cui il tachimetro può fare riferimento per la velocità del mezzo possono essere due:
- alla ruota: generalmente il più utilizzato
- al pignone di trasmissione finale: questo viene generalmente utilizzato dalle moto, soprattutto quando si ha una moto con un elevato rapporto potenza/peso e soggetta a impennate facili; infatti con questo tipo di rilevamento si può sapere la velocità anche con la ruota anteriore sollevata da terra.

## Altre forme di rilevamento della velocità
Il tachimetro è sì uno strumento specifico per il rilevamento della velocità, ma esistono anche altri metodi per poter aver l'indicazione di velocità:
- GPS: tale dispositivo, nato per la tracciabilità della posizione sulla Terra, è capace d'indicare la velocità effettiva (non è soggetto alle normative del tachimetro) del dispositivo, anche se richiede uno spostamento minimo del dispositivo, quindi risultando lento nell'aggiornamento dei cambi di velocità.
- Ruota fonica: di utilizzo prevalentemente motociclistico, consiste nell'utilizzo di un disco traforato e di un trasduttore magnetico per il rilevamento della velocità angolare e quindi della velocità di movimento del veicolo
- Autovelox: questo è un dispositivo che viene utilizzato dalle forze dell'ordine per il controllo dell'andatura dei veicoli.
- Rilevamento a torcia: quest'apparecchiatura richiede l'utilizzo di una torcia, applicata alla carrozzeria dell'auto e indirizzata perpendicolarmente sull'asfalto, in modo che il rilevatore possa misurare lo spostamento del fascio e la sua velocità, questo sistema viene utilizzato dalle riviste per il controllo delle auto.

## Apparecchi derivati: tachigrafo e cronotachigrafo
Un apparecchio derivato, più complesso, detto tachigrafo, è presente sui treni (in quelli più recenti integrato nel quadro di bordo); incorpora anche un orologio e registra su un'apposita striscia di carta scorrevole a velocità costante (detta Zona Tachigrafica) un grafico della velocità, del tempo trascorso e dello spazio percorso nonché altre informazioni tra cui i codici captati dell'apparecchiatura di ripetizione dei segnali.
Un derivato dal tachimetro, in uso sui veicoli per il trasporto di merci su strada è il cronotachigrafo, il quale registra il tempo impiegato alla condotta del mezzo e altri parametri tra cui la velocità.